# Sitarovci
Sitarovci so naselje v Občini Ljutomer.